# Тимербулатов, Тимур Рафкатович
Тимур Рафкатович Тимербулатов (род. 3 октября 1954, Термез, Узбекская ССР, СССР) — российский предприниматель, Президент группы компаний «Конти», ученый, академик РАЕН, писатель (литературный псевдоним «Мон Тирэй»)

## Биография
Родился 3 октября 1954 года в городе Термез Сурхандарьинской области Узбекской ССР.
В 1975 году окончил Казанское высшее военное танковое командное училище
В 1975—1982 годах проходил службу в войсковой части в городе Лепель Витебской области БССР.
С 1982 по 1991 годы слушатель Военной академии бронетанковых войск имени Р. Я. Малиновского, адъюнкт, старший научный сотрудник, докторант. Кандидат военных наук.
В 1992 году организовал девелоперскую инвестиционно-строительную компанию «Конти», Президентом и владельцем которой является до сих пор.
В 1993 году компания «Конти» выступила инициатором Программы реконструкции пятиэтажного жилого фонда и ветхого жилья. В 1996 году Программа вышла на федеральный уровень и в ходе её реализации более 20 миллионов человек в России к 2015 году бесплатно получили новое комфортное жильё.
С 1996 года — член Президиума Союза строителей России, один из инициаторов создания Ассоциации инвесторов Москвы.
В 1998 году по инициативе Тимура Тимербулатова под эгидой Правительства Москвы разработана инвестиционная программа «Новое кольцо Москвы» по строительству в столице 60 высотных комплексов. По этой программе построены высотные комплексы «Эдельвейс», «Континенталь», «Вертикаль» и др.
В 2000 году инициатор и исполнитель инвестиционной Программы Центрального федерального округа РФ по строительству жилья в центральной части России. В рамках этой программы Группа компаний «Конти» участвовала в строительстве жилья в Москве и в Московской области, в Тамбове, Курске, Калуге, Туле и в других городах России.
С 2002 года — доктор экономических наук.
Почётный строитель РФ.
Обладатель дипломов «Менеджер года 2004» и «Персона года 2008».
В период с 2004 года по 2006 год — Представитель в Совете Федерального собрания РФ от администрации Алтайского края. Награждён Почётной грамотой Совета Федерации ФС РФ «За большой вклад в государственное строительство и развитие парламентаризма РФ».
С 2007 года сопредседатель Российско-Катарского Делового Совета при Торгово-промышленной палате РФ.
Участвует в благотворительной деятельности по оказанию помощи обездоленным детям, по строительству православных школ и храмов в Москве и регионах России. За вклад в дело духовного возрождения России и воссоздание российских святынь награждён Почётной грамотой Патриарха Московского и всея Руси, «Орденом Сергия Радонежского III степени» и «Орденом Св. благоверного князя Даниила Московского III степени».
Активный участник научных конференций и прямых радио-эфиров. Автор нескольких десятков публикаций по научной тематике. Под литературным псевдонимом «Мон Тирэй» автором выпущены книги («Предназначение. Смысл бытия», «Дыхание Вселенной», «Глубины Вселенной», «Силы Вселенной», «Мироздание», «Сотворение Мира» и «Вселенная») и сценарии к научно-популярным фильмам «Бесконечные миры», представленном на кинофестивале в г. Канны (Франция) и «Весь мир — эфир», посвященный новому взгляду на устройство микро-, макро- и мегамиров, показанному на телевизионном канале РенТВ в 2017 году.
Тимур Тимербулатов — действительный член Российской и Европейской академий естественных наук (2015), академик Академии геополитических проблем (2016).
В 2020—2021 годах вышел научно-популярный сериал «Вселенная». Сериал состоял из двух сезонов по 8 серий в каждой.
В 2021 году по сценарию Тимура Рафкатовича и при поддержке Министерства Культуры РФ в свет вышел фильм «Рождение Вселенной. Теории и гипотезы». Фильм рассказывает о теориях и гипотезах возникновения Вселенной. Главный герой в поисках ответов встречается с учеными из разных стран, посвятившими свою жизнь изучению этого вопроса. Съёмки фильма проходили в России, Армении, США и Австралии.
В 2024 году идёт работа над сериалом «Где живёт моя душа?». Готовы первые две серии.
Женат. Имеет двух сыновей.

## Награды и премии
- Кавалер Ордена Сергия Радонежского III степени (присужден РПЦ за вклад в воссоздание российских святынь и поддержку православных общин)
- Кавалер Ордена Св. благоверного князя Даниила Московского III степени
- Лауреат премии «Персона года среди представителей бизнес-сообщества — 2008»